# Sonata per a oboè en do menor (HWV 366)
La Sonata per a oboè en do menor (HWV 366) va ser composta (c. 1711-12) per Georg Friedrich Händel per a oboè i teclat (clavicèmbal). L'obra també és coneguda com l'opus 1, núm. 8, i va ser publicada per primera vegada el 1732 per Walsh. Altres catàlegs de la música de Händel s'han referit a l'obra com a HG xxvii,29; i HHA iv/18,32.
Tant l'edició de Walsh com la de Chrysander indiquen que l'obra és per a oboè (Hoboy), i la van publicar com a Sonata VIII.
Una interpretació habitual de l'obra té una durada de sis minuts i mig.

## Anàlisi
L'obra consta de quatre moviments:
| Moviment | Tipus   | Tonalitat | Compàs | Compassos | Notes |
| -------- | ------- | --------- | ------ | --------- | --- |
| 1        | Largo   | Do menor  | 4/4    | 18        | L'armadura només té dos bemolls (el tercer bemoll addicional s'escriu amb alteracions per establir la tonalitat de do menor). El tempo del Largo no està escrit (però estilísticament així s'assumeix). Conclou amb un acord en sol major. El moviment també s'utilitza per a la sonata per a flauta en mi menor (HWV 375). |
| 2        | Allegro | Do menor  | 4/4    | 45        | Té un inici fugat. El moviment també s'utilitza per a la sonata per a flauta en mi menor (HWV 375). |
| 3        | Adagio  | Mi♭ major | 3/2    | 30        | Conclou amb un acord de sol major. |
| 4        | Allegro | Do menor  | 4/4    | 20        | Dues seccions (8 i 12 compassos) amb marques de repetició. El moviment comença en sol major. A l'estil d'una bourrée. |